# Aurel Mărășescu
Aurel Mărășescu (ur. 23 kwietnia 1906 w Bukareszcie, zm. w 1997) – rumuński bobsleista, uczestnik Zimowych Igrzysk Olimpijskich w Garmisch-Partenkirchen w 1936.

## Igrzyska Olimpijskie
Aurel Mărășescu uczestniczył w, ostatnich przed II wojną światową, Zimowych Igrzyskach Olimpijskich w 1936 w Garmisch-Partenkirchen. Na tych Igrzyskach wystąpił w jedynej bobslejowej konkurencji czwórkach. Reprezentacja Rumunii w składzie Alexandru Budișteanu, Tiță Rădulescu, Alexandru Ionescu, Aurel Mărășescu, nie ukończyła zawodów. Zawody podwójnie wygrała reprezentacja Szwajcarii, trzecie miejsce zdobyli reprezentanci Wielkiej Brytanii.
Były to jedyne igrzyska olimpijskie w karierze tego bobsleisty.